# Brazylia na Zimowych Igrzyskach Olimpijskich 2022
Brazylia na Zimowych Igrzyskach Olimpijskich 2022 – występ kadry sportowców reprezentujących Brazylię na igrzyskach olimpijskich, które odbyły się w Pekinie, w Chińskiej Republice Ludowej, w dniach 4-20 lutego 2022 roku.
Reprezentacja Brazylii liczyła dziesięcioro zawodników – cztery kobiety i sześciu mężczyzn.
Był to dziewiąty start Brazylii na zimowych igrzyskach olimpijskich.

## Reprezentanci

### Biegi narciarskie
| Zawodnik                        | Konkurencja                | Kwalifikacje | Kwalifikacje | Ćwierćfinały | Ćwierćfinały | Półfinały | Półfinały | Finał     | Finał    | Finał   | Źródło |
| Zawodnik                        | Konkurencja                | Czas         | Miejsce      | Czas         | Miejsce      | Czas      | Miejsce   | Czas      | Strata   | Miejsce | Źródło |
| ------------------------------- | -------------------------- | ------------ | ------------ | ------------ | ------------ | --------- | --------- | --------- | -------- | ------- | ------ |
| Jaqueline Mourão                | bieg indywidualny kobiet   | —            | —            | —            | —            | —         | —         | 36:14,6   | +8:08,3  | 82.     | [ 1 ]  |
| Jaqueline Mourão                | sprint kobiet              | 4:05,60      | 84.          | NQ           | NQ           | NQ        | NQ        | NQ        | NQ       | 84.     | [ 1 ]  |
| Eduarda Ribera                  | bieg indywidualny kobiet   | —            | —            | —            | —            | —         | —         | 38:58,7   | +10:52,4 | 90.     | [ 2 ]  |
| Eduarda Ribera                  | sprint kobiet              | 4:14,53      | 88.          | NQ           | NQ           | NQ        | NQ        | NQ        | NQ       | 88.     | [ 2 ]  |
| Manex Silva                     | bieg indywidualny mężczyzn | —            | —            | —            | —            | —         | —         | 50:35,1   | +12:40,3 | 90.     | [ 3 ]  |
| Manex Silva                     | bieg łączony mężczyzn      | —            | —            | —            | —            | —         | —         | LAP       | LAP      | 67.     | [ 3 ]  |
| Manex Silva                     | bieg masowy mężczyzn       | —            | —            | —            | —            | —         | —         | 1:33:11,8 | +21:39,1 | 58.     | [ 3 ]  |
| Manex Silva                     | sprint mężczyzn            | 3:08,64      | 71.          | NQ           | NQ           | NQ        | NQ        | NQ        | NQ       | 71.     | [ 3 ]  |
| Jaqueline Mourão Eduarda Ribera | sprint drużynowy kobiet    | —            | —            | —            | —            | LAP       | 13.       | NQ        | NQ       | 23.     | [ 4 ]  |

### Bobsleje
| Zawodnik                                                      | Konkurencja      | 1. przejazd | 1. przejazd | 2. przejazd | 2. przejazd | 3. przejazd | 3. przejazd | 4. przejazd | 4. przejazd | Suma    | Suma    | Źródło                         |
| Zawodnik                                                      | Konkurencja      | Czas        | Miejsce     | Czas        | Miejsce     | Czas        | Miejsce     | Czas        | Miejsce     | Czas    | Miejsce | Źródło                         |
| ------------------------------------------------------------- | ---------------- | ----------- | ----------- | ----------- | ----------- | ----------- | ----------- | ----------- | ----------- | ------- | ------- | ------------------------------ |
| Édson Bindilatti Edson Martins                                | dwójki mężczyzn  | 1:01,11     | 29.         | 1:01,36     | 29.         | 1:01,34     | 29.         | NQ          | NQ          | 3:03,81 | 29.     | [ 5 ] [ 6 ] [ 7 ]              |
| Édson Bindilatti Rafael da Silva Erick Jeronimo Edson Martins | czwórki mężczyzn | 59,49       | 20.         | 59,60       | 16.         | 59,78       | 23.         | 59,61       | 16.         | 3:58,48 | 20.     | [ 5 ] [ 6 ] [ 8 ] [ 9 ] [ 10 ] |

### Narciarstwo alpejskie
| Zawodnik      | Konkurencja            | 1 przejazd | 1 przejazd | 2 przejazd | 2 przejazd | Łącznie | Łącznie | Źródło |
| Zawodnik      | Konkurencja            | Czas       | Pozycja    | Czas       | Pozycja    | Czas    | Pozycja | Źródło |
| ------------- | ---------------------- | ---------- | ---------- | ---------- | ---------- | ------- | ------- | ------ |
| Michel Macedo | slalom mężczyzn        | 59,88      | 37.        | DNF        | DNF        | DNF     | DNF     | [ 11 ] |
| Michel Macedo | slalom gigant mężczyzn | DNS        | DNS        | DNS        | DNS        | DNS     | DNS     | [ 11 ] |

### Narciarstwo dowolne
| Zawodnicy    | Konkurencja             | Kwalifikacje | Kwalifikacje | Kwalifikacje | Kwalifikacje | Kwalifikacje | Kwalifikacje | Finał      | Finał      | Finał      | Finał      | Finał      | Finał      | Finał      | Finał      | Finał      | Miejsce | Źródło |
| Zawodnicy    | Konkurencja             | Przejazd 1   | Przejazd 1   | Przejazd 1   | Przejazd 2   | Przejazd 2   | Przejazd 2   | Przejazd 1 | Przejazd 1 | Przejazd 1 | Przejazd 2 | Przejazd 2 | Przejazd 2 | Przejazd 3 | Przejazd 3 | Przejazd 3 | Miejsce | Źródło |
| Zawodnicy    | Konkurencja             | Czas         | Punkty       | Miejsce      | Czas         | Punkty       | Miejsce      | Czas       | Punkty     | Miejsce    | Czas       | Punkty     | Miejsce    | Czas       | Punkty     | Miejsce    | Miejsce | Źródło |
| ------------ | ----------------------- | ------------ | ------------ | ------------ | ------------ | ------------ | ------------ | ---------- | ---------- | ---------- | ---------- | ---------- | ---------- | ---------- | ---------- | ---------- | ------- | ------ |
| Sabrina Cass | jazda po muldach kobiet | 32,13        | 62,20        | 21.          | 31,25        | 62,12        | 16.          | NQ         | NQ         | NQ         | NQ         | NQ         | NQ         | NQ         | NQ         | NQ         | 26.     | [ 12 ] |

### Skeleton
| Zawodnik        | Konkurencja  | Ślizg 1 | Ślizg 1 | Ślizg 2 | Ślizg 2 | Ślizg 3 | Ślizg 3 | Ślizg 4 | Ślizg 4 | Łącznie | Pozycja | Źródło |
| Zawodnik        | Konkurencja  | Czas    | Pozycja | Czas    | Pozycja | Czas    | Pozycja | Czas    | Pozycja | Łącznie | Pozycja | Źródło |
| --------------- | ------------ | ------- | ------- | ------- | ------- | ------- | ------- | ------- | ------- | ------- | ------- | ------ |
| Nicole Silveira | ślizg kobiet | 1:02,58 | 12.     | 1:02,95 | 13.     | 1:02,55 | 17.     | 1:02,40 | 13.     | 4:10,48 | 13.     | [ 13 ] |